# Ruffec (Charente)
Ruffec è un comune francese di 3 706 abitanti situato nel dipartimento della Charente, nella regione della Nuova Aquitania.

## Società

### Evoluzione demografica
Abitanti censiti